# Metal Gear: Ghost Babel
Metal Gear Solid, pubblicato in Giappone come Metal Gear: Ghost Babel (メタルギア ゴーストバベル?, Metaru Gia Gōsuto Baberu) e più noto così anche in Occidente, per distinguerlo dal meglio conosciuto Metal Gear Solid per PlayStation, è un videogioco del 2000, sviluppato e pubblicato da Konami per Game Boy Color, primo spin-off della serie Metal Gear prodotto per una console portatile. Pur condividendo lo stesso titolo, non è un adattamento dell'omonimo gioco pubblicato per PlayStation nel 1998.

## Trama
La storyline del gioco (considerata non canonica) è ambientata nel 2002, ovvero tra gli eventi di Metal Gear 2: Solid Snake (1990, ambientato nel 1999) e Metal Gear Solid (1998, ambientato nel 2005). Il protagonista è ancora una volta Solid Snake, con i suoi compagni Roy Campbell e Mei Ling, e una soldatessa molto giovane, Chris Jenner. L'avventura è ambientata in una nazione dell'Africa centrale chiamata "Gindra", in cui un gruppo rivoluzionario ha brama di potere.
Tutto inizia quando un aereo trasportatore sparisce in Sud America, l'unico problema è che stava trasportando un Metal Gear pieno di testate nucleari e molti scienziati. Quindi viene richiamato il colonnello Campbell, che intanto ha lasciato la FOXHOUND da due anni, per reclutare un team capace di risolvere la crisi, un'unica restrizione alla missione è che avrebbe dovuto partecipare Solid Snake, così lo va a "visitare" nella sua capanna in Alaska con tutta una squadra d'assalto e gli spiega che l'aereo è stato preso un Metal Gear chiamato "GANDER" dalla nazione Gindra in cui il gruppo conosciuto come Gindra Liberation Front (GLF) si è fortificata in una zona dove né l'esercito del paese né l'ONU (chiamato per la situazione) possono eseguire un attacco con successo, ma Snake decide di partecipare volontariamente solo dopo aver saputo che la fortezza Galuade, dove viene nascosto il tank bipede, viene misteriosamente soprannominata "Outer Heaven", lo stato fortezza comandato da Big Boss che Snake distrusse sette anni prima. L'obiettivo di questo gruppo è quello di ottenere l'indipendenza utilizzando appunto il Metal Gear come minaccia. Durante la missione Snake andrà incontro ai fantasmi del suo passato (ci sono dei resti del Metal Gear TX-55) e il nuovo modello è stato sviluppato da un giovane ragazzo (Jimmy Harks) che farà una brutta fine. 
Nel finale di gioco emergeranno diverse verità che fino a quel momento erano rimaste insabbiate: la prima riguarda il Metal Gear, ovvero il fatto che possa attaccare in un due modi: con i missili e tramite sette satelliti; alla fine dello scontro con Eguabon, quest'ultimo a Snake rivela innanzitutto che il soprannome "Leggenda" gli è stato conferito in realtà "a tavolino", cioè è stato il Governo degli U.S.A. a mandare Snake e gli altri componenti della FOXHOUND a Outer Heaven per eliminare Big Boss visto che quest'ultimo si ribellò alla sua nazione; sempre Eguabon poi gli rivela il "Progetto Babele": la GLF ottenne copertura proprio dagli U.S.A. inviandoli in Africa con l'obbiettivo di eliminare ogni minaccia anti-americana. Il fine di questo progetto era quello di avere un controllo sulla regione da parte dell'America, e per riuscirci avrebbero creato di proposito delle tensioni con le nazioni africane confinanti in modo da inviare delle truppe di pace da parte dell'America appunto (gli States in questo modo avrebbero potuto essere una superpotenza mondiale); un'altra verità viene rivelata dallo stesso Brian McBride: faceva parte della Black Chamber e anche lui quindi fu un sopravvissuto. Decise poi di andare a lavorare per la CIA ma rimase vivo il suo desiderio di vendetta nei confronti di Snake e della FOXHOUND (verrà ucciso da Weasel, un altro compagno di supporto di Snake assieme a Roy Campbell e Mei Ling); dopo lo scontro con Black Arts Viper, Campbell ammette che era a capo dell'eliminazione della Black Chamber in quanto avevano "rubato" il Metal Gear, non sapendo però che quest'unità era americana (Campbell quindi dopo aver saputo da che parte stava quell'unità decise di abbandonare l'esercito). A capo della missione ci fu Steve Gardner e a questo punto viene a galla un'altra verità: Steve Gardner era il responsabile dello sviluppo del Metal Gear dopo che questo venne distrutto da Snake. Gardner ordinò poi l'eliminazione della Black Chamber per assicurarsi il loro silenzio ed è in questo momento che Weasel rivela la vera identità di "Anonimo", ovvero colui che ordinò l'eliminazione della Black Chamber: Steve Gardner. Weasel quindi, essendo alle dipendenze di Gardner, avrebbe il compito di eliminare Snake, Mei Ling e Roy Campbell, ma si rifiuta in quanto si è affezionato a loro.
I componenti della GLF sono:
- "General" Augustine Eguabon: il comandante. Il suo obbiettivo a inizio gioco è quello di ottenere l'indipendenza di Gindra, ma poi si scopre che è inviato dagli U.S.A. per controllare la regione;
- Sophie N'dram: il braccio destro di Eguabon. Alla fine dell'avventura rimane a Gindra per fondare una nazione che però "abbia dei veri ideali", a differenza della nazione ideale di Eguabon basata invece su "ideali falsi";
- La "Black Chamber": un'unità combattente che si pone l'obiettivo di difendere l'America eliminando qualsiasi tipo di minaccia. È un'unità simile alla FOXHOUND, ma questa agisce in modo "sporco" e, a differenza dell'unità fondata da Big Boss, lavora in sordina. È composta da: Black Arts Viper (il leader dell'unità), Slasher Hawk, Marionette Owl, Pyro Bison e Brian McBride. Due anni prima gli eventi di Ghost Babel, quest'unità fu mandata in Sud America per recuperare un Metal Gear rubato. A fermarli però furono i componenti della FOXHOUND, i quali eliminarono quasi tutta l'unità (sopravvissero appunto solo in cinque).

## Modalità di gioco
Anche se Ghost Babel si rifà allo stile di Metal Gear 2: Solid Snake, aggiunge nuovi elementi di gameplay presi dal titolo uscito su PlayStation, Metal Gear Solid.

## Realizzazione tecnica
Il comparto tecnico è quanto di meglio ammirato sul piccolo 8 bit Nintendo, spremuto fino all'ultima goccia delle sue potenzialità. L'uso dei colori è efficace, gli sprite grandi e ben animati, il level design è degno di nota e le musiche midi riprendono gli stessi temi del gioco PlayStation riarrangiandoli e adattandoli alle potenzialità limitate della macchina. Probabilmente uno dei migliori esempi di quello che il Game Boy Color poteva offrire in termini di grafica e sonoro.